# Prämedikation
Die Prämedikation ist die Gabe von Medikamenten vor einem medizinischen Eingriff, meist vor Durchführung einer Anästhesie (Narkose oder Regionalanästhesie) im Rahmen einer Operation. Darüber hinaus wird der Begriff Prämedikation für bestimmte Arzneimittel verwendet, die Teil eines onkologischen Therapieplans sein können. 

## Begriffsklärung
Die Prämedikation wird häufig von Anästhesisten bei der präoperativen Visite, der sogenannten Prämedikationsvisite, verordnet. Dadurch hat sich im Jargon der Ausdruck Prämedikation als Bezeichnung der Visite übertragen. Die präoperative Anästhesievisite besteht aber im Wesentlichen in der Risikoeinschätzung, Patientenaufklärung und Festlegung der Anästhesie-Maßnahmen für den geplanten Eingriff. Sie muss keine Verordnung einer Prämedikation beinhalten.
Die Gleichsetzung des Begriffs Prämedikation mit der präoperativen Visite ist historisch-semantisch ein Kuriosum, da sich die präoperative Visite, etwa im Rahmen der Vorbereitung zur Anästhesie, weder auf die Anordnung einer Prämedikation (als präoperative Medikation) beschränkt noch aus ihr entstand.
Während die Gabe eines Antibiotikums zur Endokarditisprophylaxe häufig mit zur Prämedikation gezählt wird, ist dies bei der perioperativen Antibiotikaprophylaxe meist nicht so.

## Zweck der Prämedikation
Die Prämedikation diente früher eher der Vorbeugung von Nebenwirkungen der verabreichten Medikamente sowie Verbesserung der Bedingungen für die Operation bzw. Durchführung der Anästhesie. Dazu kommen Medikamente (Sedativa) zur Dämpfung und Angstminderung der Patienten. Dies ermöglicht einen geringeren Bedarf an Anästhesiemedikamenten und senkt die Nebenwirkungen wie postoperative Übelkeit und Erbrechen (PONV).
Heutzutage unterziehen sich immer mehr Menschen mit Vorerkrankungen und medikamentösen Dauertherapien medizinischen Eingriffen. Deshalb beinhaltet die Prämedikation vermehrt ein optimiertes Management der gesamten medikamentösen Therapie, vor allem im Hinblick auf Bluthochdruck- oder gerinnungshemmende Medikamente wie auch die Therapie des Diabetes mellitus. So müssen manche Medikamente abgesetzt, durch andere – meist kurzwirksamere – Alternativen überbrückt („gebridgt“) oder zusätzliche Medikamente gegeben werden.

## Geschichte
Das 1902 von Emil Fischer synthetisierte erste Barbiturat Veronal (Barbital) wurde als starkes Beruhigungsmittel (Sedativum) früher bei der Prämedikation angewandt.
Der Londoner Anästhesist Michael D. Nosworthy (1902–1980) definierte  1935 in seinem Buch The theory and practice of anaesthesia: „The term 'premedication' covers the use of any drug which is prescribed beforehand to smooth the subsequent anesthesia“ („Der Begriff ,Prämedikation’ umfasst den Gebrauch jeglichen Medikaments, das im Vorfeld verschrieben wurde, um die anschließende Narkose zu erleichtern“). Bei den früher durchgeführten Narkosen mit Äther wurde Scopolamin verabreicht. Damit sollte der vermehrte Speichelfluss (Hypersalivation) und damit verbundene Lungenentzündungen vermieden werden. Prämedikation diente auch zur Verminderung des Exzitationsstadiums bei der früher üblichen Einleitung mit der Schimmelbuschmaske.

## Prämedikation bei Kindern
Die früher, vor allem auch bei Kindern, sehr gebräuchliche intramuskuläre Prämedikation mit einer Medikamentenmischung (Neuroleptanalgesie) wird heute kaum mehr verwendet. Eine typische Mischung zur intramuskulären Prämedikation bestand zum Beispiel aus dem Opioid Pethidin, dem niederpotenten Neuroleptikum Promethazin (oder Chlorprothixen) und dem Vagolytikum Atropin. Ebenso selten verwendet wird die rektale Prämedikation mit Barbituraten. Stattdessen wird die orale Prämedikation mit angesüßtem Midazolam-Saft bevorzugt. Dieses Benzodiazepin kann auch rektal oder nasal angewendet werden.
Heutzutage bekommen Kinder, bei denen zur Narkoseeinleitung eine Kanüle gelegt wird, häufig eine Salbe mit den Wirkstoffen Lidocain und Prilocain (Lokalanästhetika) auf den Handrücken. Diese Salbe kann auch an ein Pflaster gebunden appliziert werden. Dadurch wird die Haut betäubt und der Stich der Kanüle von den Kindern besser toleriert.

## Zeitpunkt der Prämedikation
Es gibt keinen festen Zeitpunkt für die Medikamentengabe. Diese richtet sich nach den Wirkstoffen. Langwirksame Beruhigungsmittel und Säureblocker können am Vorabend gegeben werden. Antibiotika müssen in einem festen Zeitintervall vor der Operation gegeben werden, um optimale Wirkspiegel zu erreichen. Steroide zur Vorbeugung der postoperativen Übelkeit können zur Narkoseeinleitung oder noch danach gegeben werden.

## Verwendete Medikamente
Folgende Medikamente werden heute alleine oder in Kombination zur Prämedikation verwendet:
- Sedierende Medikamente: heute fast ausschließlich Benzodiazepine (z. B. Clorazepat, Delorazepam, Diazepam, Lorazepam, Midazolam oder Oxazepam).[10][11] Dabei können längerwirksame Mittel als Tablette schon am Vorabend des Operationstages gegeben werden. Kurzwirksame werden intravenös kurz vor der Operation gegeben. Die Sedierung im Rahmen der Prämedikation lässt sich vor allem bei Operationen in Regional- oder Lokalanästhesie nicht immer von der intraoperativen Sedierung klar abgrenzen. Ein sedierend prämedizierter Patient bedarf ständiger enger Überwachung mit einem Pulsoximeter und gilt für 12–24 Stunden als nicht einwilligungsfähig.
- Schmerzmittel: NSAR oder Opiate/Opioide als Tablette, Infusion, Injektion, Pflaster bei Menschen mit akuten oder chronischen Schmerzen.
- Antibiotika: meistens Penicilline und Cephalosporine, bei Allergie und Unverträglichkeit auch andere, als Tablette oder Infusion, Injektion zur Endokarditis-Prophylaxe oder perioperativen Antibiotikaprophylaxe bei Implantaten.
- Sprays bei Lungenkranken: meist Betasympathomimetika wie Salbutamol, aber auch Anticholinergika wie Ipratropium.
- Magensäureblocker wie Pantoprazol
- Steroide wie Dexamethason zur Vermeidung postoperativer Übelkeit und Erbrechen (PONV).
- Betablocker bei Herzkreislauferkrankungen.

## Prämedikation in der Onkologie
Im onkologischen Bereich wird der Begriff Prämedikation für Arzneimittel verwendet, die vor einer onkologischen Therapie, etwa einer Infusion von Zytostatika oder bestimmten monoklonalen Antikörpern, verabreicht werden. Die Prämedikation kann ein fester Bestandteil von Therapieplänen oder Vorgabe der Arzneimittelfachinformation eines Präparates sein, sie kann jedoch unter Umständen auch eine Bedarfsmedikation sein (z. B. nach Auftreten von Nebenwirkungen bei vorherigen Therapien). Zweck der Prämedikation ist es zumeist, die Wahrscheinlichkeit für das Auftreten bestimmter Nebenwirkungen zu reduzieren. Begriffliche Überschneidungen gibt es mit dem Begriff Supportivtherapie.
Beispiele für Wirkstoffe, die in der onkologischen Prämedikation eingesetzt werden, sind:
- Aciclovir als Infektions-Prophylaxe
- Allopurinol zur Reduktion der Wahrscheinlichkeit des Auftretens eines Tumorlysesyndroms
- Granisetron zur Reduktion der Wahrscheinlichkeit des Auftretens von Übelkeit
- Paracetamol zur Reduktion der Wahrscheinlichkeit des Auftretens von Fieber
- Prednisolon zur Reduktion der Wahrscheinlichkeit des Auftretens infusionsbedingter Reaktionen